# Xiangyang Sun
Pour les articles homonymes, voir Xiangyang (homonymie).
Xiangyang Sun （孙向阳） est un peintre de compositions animées, scènes de genre, scènes typiques  chinois du XXe siècle né en 1956 à Jinan (capitale de la province chinoise du Shandong).

## Biographie
Il obtient le diplôme de l'Académie d'Art PLA en 1983.

Depuis cette époque, il enseigne à cette même Académie.

Il trouve souvent son inspiration dans les traditions populaires des habitants du plateau de Shaanxi où il a vécu, et aussi dans les sujets populaires de films et de la littérature contemporaine chinoise.

## Musées
- Sa peinture est présente à Pékin (Gal. Nat.).